# أندرسن فيانا
أندرسن فيانا (بالبرتغالية: Andersen Viana‏) هو ملحن برازيلي، ولد في 23 أبريل 1962 في بيلو هوريزونتي في البرازيل.